# Juan I Sverkersson
Juan Sverkersson (isla de Visingsö, Suecia, 1201 - 10 de marzo de 1222). rey de Suecia (1216 - 1222). Hijo del rey Sverker II Karlsson y de Ingegerd Birgersdotter. No se casó y tampoco tuvo descendencia.
En 1216 fue elegido rey de Suecia, probablemente gracias a la influencia de la poderosa familia de su madre, y fue coronado en 1219 en Linköping. La Västgötalagen lo menciona como un rey bastante joven y benévolo.
Cuando fue elegido rey, muy probablemente era menor de edad y tuvo que contar con alguna tutoría hasta 1219, fecha en que quizás alcanzó la mayoría de edad. Durante su corto gobierno, el rey emprendió una expedición militar a Estonia (parte de las Cruzadas bálticas). El jarl y el canciller del reino cayeron en combate el 8 de agosto de 1220 contra los estonios paganos, cuando el rey regresaba a Suecia. Juan y sus aliados lograrían el dominio de ciertas partes de Estonia, pero no llegaría a ser de manera duradera.
La Iglesia católica mantuvo buenas relaciones con Juan, aun cuando el papa había revelado su preferencia por Erico Eriksson para ocupar el trono. Durante su reinado, se ratificaron y ensancharon los privilegios de las instituciones eclesiásticas en Suecia.
Falleció en la isla Visingsö, en el Lago Vättern, cuando apenas contaba con unos veintiún años. Fue sepultado en el Convento de Varnhem. Fue el último rey de la dinastía de Sverker.